# Яндекс.Карти
Яндекс. Карти ― пошуково-інформаційний сервіс Яндекса. В Україні запущений у 2006 році, містить карти 204 українських міст. У травні 2017 потрапив під санкції та заборонений в Україні. Хоча багато мешканців України технічно обходять накладені на провайдерів обмеження, цим самим вони можуть мимоволі допомагати спецслужбам Росії.

## Можливості
Карти доступні в чотирьох варіантах: схеми, супутникові знімки, супутникові знімки з написами і умовними позначеннями (гібрид), а також Народна карта. Набір можливостей по роботі з картами досить великий.
Доступне підсвічування району, міста або області після пошуку організації на сайті. Є можливість перегляду вулиць в картах.
Доступний пошук як за географічними об'єктами (адресами, вулицями, містами, регіонами і країнами), так і за організаціями. На картах є можливість вимірювання відстані, прокладання маршрутів і перегляду панорами вулиць.
Для ряду міст доступна служба «Яндекс.Затори»: індикатор автодорожніх заторів. Рівень заторів визначається за десятибальною цифровою шкалою і за графічною чотириколірною, інформація збирається з дорожніх камер теги. Дані цієї служби можуть враховуватися при автоматичному прокладанні маршрутів.

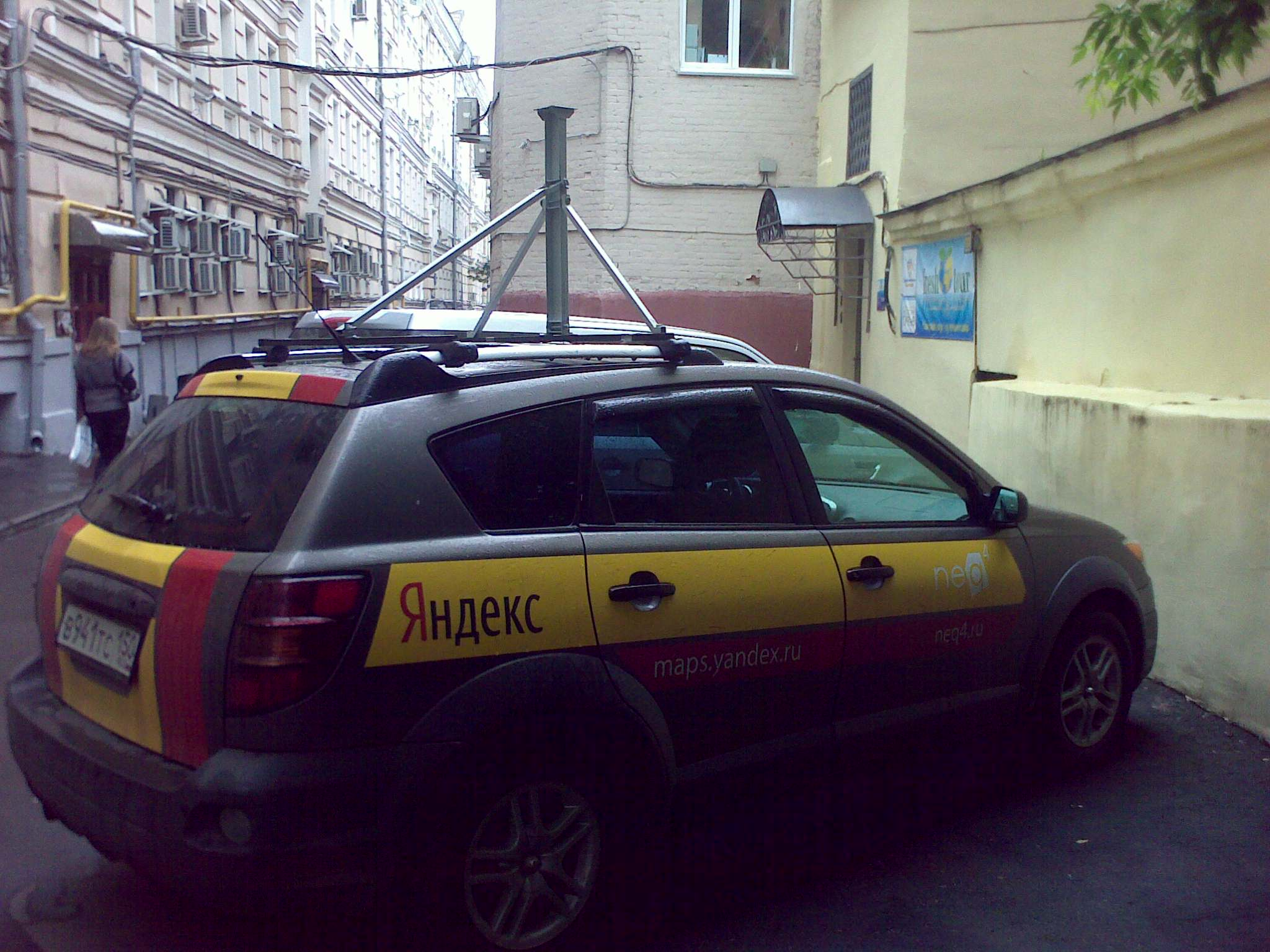
Автомобіль, що знімає панорами для Яндекса

Є можливість в реальному часі переглядати зображення з вебкамер, встановлених, як правило, вздовж найбільших магістралей і біля розв'язок.
8 листопада 2016 року був представлений спільний проєкт Яндекс. Карт і Тойота «Панорами Евересту» — мультимедійний звіт про сходження на Джомолунгму (Еверест) з панорамними фотографіями етапів сходження, звуковим супроводом і елементами інтерактивної тривимірної графіки. Проєкт виконаний з використанням браузерної технології відображення 3D-графіки WebGL, реалізованої движком Blend4Web.

## Підтримка Яндексом окупації Криму на міжнародному рівні
У 2014 році, після анексії Криму Росією, Яндекс на своїх картах почав показувати Крим російською територією для користувачів домену maps.yandex.ru (Росія) і українською для домену maps.yandex.ua (Україна). В міжнародному домені maps.yandex.com окупована територія півострова відображається як російська.
Компанія пояснила свої дії наступним чином: «Ми працюємо для своїх користувачів із різних країн і відображаємо для них ту дійсність, яка їх оточує». Подібні дії можна назвати клоакінгом з боку пошукової системи.

## Яндекс.Панорами
18 березня 2010 року для Києва почав діяти сервіс «Яндекс.Панорами», аналогічний запущеному навесні 2007 року Google Street View. Доступні панорами міст Росії, України, Казахстану, Білорусі та Туреччини.
На дах автомобіля з GPS встановлюється декілька камер з роздільною здатністю не менше 10 мегапікселів. Машина на низькій швидкості рухається по наміченому маршруту, і через кожні 20-30 метрів всі фотокамери одночасно роблять знімки.
Після закінчення зйомки з вихідних фотографій збираються панорами. Це робиться автоматично завдяки GPS, адже для кожної панорами вказуються координати і напрямок зйомки. Панорамну зйомку виконано компанією neq4 [Архівовано 8 грудня 2011 у Wayback Machine.].

## Масштаб
Київ і всі великі українські міста подано в масштабі 1:2000. У масштабі 1:16000 подано решту території України.
Максимальний масштаб Яндекс. Карт ― 1:1600 (Санкт-Петербург, Єкатеринбург, Твер). Москва та більшість великих міст Росії подано в масштабі 1:2000. У масштабі 1:30000 ― уся територія Білорусі. Максимальний масштаб, у якому доступна будь-яка точка на території Росії ― 1:660 000 (райони Крайньої півночі).
Вся територія Казахстану доступна в масштабі 1:6600; інші країни Центральної Азії, а також усе Закавказзя ― від 1:2 300 000. Повністю покриті території Естонії, Латвії, Литви, Австрії, Угорщини, Польщі, Чехії, Німеччини, Франції, країн Бенілюксу, Великої Британії, Ірландії в масштабі 1:30000; Іспанії, Португалії, Італії, всіх Балкан, Туреччини і Кіпру в масштабі 1:66000. Єгипет наведено в масштабі 1:100 000. Весь світ доступний у масштабі 1:3 000 000.

## Народна карта
Яндекс.Народна карта ― UGC-сервіс, за допомогою якого користувачі можуть наносити на карти відомі їм об'єкти. Внесені зміни з'являються на загальній карті після модерації. Відредагувати створений об'єкт або доповнити інформацію про нього може будь-який користувач сервісу.